# MKE Kırıkkalespor
MKE Kırıkkalespor ist ein türkischer Fußballverein in Kırıkkale, nahe der Hauptstadt Ankara. Der Verein wurde 1967 gegründet und spielte in den 1970er Jahren eine Spielzeit in der Süper Lig. In der Ewigen Tabelle der Süper Lig liegt der Verein auf dem 68. und damit letzten Platz. Seine erfolgreichste Zeit hatte der Verein in den Jahren 1978/79, hier wurde im Sommer 1978 der Aufstieg in die Süper Lig erreicht und die Spielzeit 1978/79 in dieser Liga verbracht. In diesem Sommer holte auch der Klub auch den Pokal des Jugend- und Sportministeriums.

## Geschichte
- 1930 spielten Arbeiter der MKE Rüstungsfabrik untereinander Fußball. Im Auftrag des damaligen Geschäftsführers Fikret Karabudak Paşa wurde das heutige Stadion von MKE Kırıkkalespor gebaut.
- 1957 gründete Avni Gürsel Bey, der damalige Ingenieur des Stadions, eine dritte Amateurmannschaft, Kırıkkale İdman Yurdu. Die Mannschaft spielt anfangs in der 4. Gruppe der 4. Liga, stieg jedoch schon zur Saison 1958–1959 in die 1. Gruppe auf. Zu dieser Zeit entstand das heutige Wappen des Vereins.
- 1967–68 Die Mannschaft wurde in MKE Kırıkkalespor umbenannt. Unter der Ägide des Trainers Yılmaz Akcan schaffte die Mannschaft den Aufstieg in die 3. Liga. Damals gab es noch die Mannschaft Kırıkkalegücü, die im Stadion spielte.
- 1967 fusionierten beide Mannschaften.
- 1973–74 gelang der Aufstieg in die 2. Liga. Kırıkkalespor war die einzige Mannschaft, die seit der Gründung bis zur 2. Liga, also acht Jahre, kein einziges Mal verloren hat. Dieser Rekord besteht immer noch. In derselben Saison spielte die Mannschaft gegen Mersin İdman Yurdu um den Aufstieg. Nach einer Spielunterbrechung wurde Kırıkkalespor zum Verlierer erklärt, durfte aber dennoch aufsteigen.
- 1974–1975 Der Verein stieg nach finanziellen Problemen aus der ersten Liga ab.

### Systembedingter Abstieg in die TFF 2. Lig
Da mit der Saison 2001/02 der türkische Profi-Fußball grundlegenden Änderungen unterzogen werden sollte, wurden bereits in der Spielzeit 2000/01 Vorbereitungen für diese Umstellung unternommen. Bisher bestand der Profifußball in der Türkei aus drei Ligen: Der höchsten Spielklasse, der einspurigen Türkiye 1. Futbol Ligi, der zweitklassigen fünfspurig und in zwei Etappen gespielten Türkiye 2. Futbol Ligi und der drittklassigen und achtgleisig gespielten Türkiye 3. Futbol Ligi. Zur Saison 2001/02 wurde der Profifußball auf vier Profiligen erweitert. Während die Türkiye 1. Futbol Ligi unverändert blieb, wurde die Türkiye 2. Futbol Ligi in die nun zweithöchste Spielklasse, die Türkiye 2. Futbol Ligi A Kategorisi (zu dt.: 2. Fußballliga der Kategorie A der Türkei), und die dritthöchste Spielklasse, die Türkiye 2. Futbol Ligi B Kategorisi (zu dt.: 2. Fußballliga der Kategorie B der Türkei), aufgeteilt. Die nachgeordnete Türkiye 3. Futbol Ligi wurde fortan somit die vierthöchste Spielklasse, die TFF 3. Lig. Jene Mannschaften, die in der Zweitligasaison 2000/01 lediglich einen mittleren Tabellenplatz belegten, wurden für die kommende Saison in die neugeschaffene dritthöchste türkische Spielklasse, in die 2. Lig, zugewiesen. Kırıkkalespor, welches die Liga auf dem 5. Tabellenplatz beendet hatte, musste so systembedingt in die 2. Lig absteigen.

### Rückkehr in den Profifußball
Um sich von den über die Jahre angesammelten Schulden zu befreien, wurde der Verein im Sommer 2015 aufgegeben und stattdessen nach gegenseitigem Einvernehmen der ortsansässige Klub Türk Metal Gençlikspor erst in Türk Metal Kırıkkalespor  umbenannt und dann übernommen.
In der zweiten Saison spielte der Verein über die gesamte Saison die Bölgesel Amatör Lig um die Meisterschaft mit und kehrte im Sommer 2016 mit dem Aufstieg in die TFF 3. Lig wieder zum Profifußball zurück.

## Erfolge
- Meister der TFF 1. Lig: 1977/78
- Aufstieg in die Süper Lig: 1977/78
- Meister der TFF 2. Lig: 1973/74, 1998/99
- Aufstieg in die TFF 1. Lig: 1973/74, 1998/99
- Meister der Bölgesel Amatör Lig: 2015/16
- Aufstieg in die TFF 3. Lig: 2015/16
- Pokalsieger des Jugend- und Sportministeriums: 1978

## Ligazugehörigkeit
- 1. Liga: 1978–1979
- 2. Liga: 1974–1978, 1979–1988, 1998–2001
- 3. Liga: 1967–1974, 1988–1998, 1988–1991, 2001–2009
- 4. Liga: 2009–2012, seit 2016
- Regionale Amateurliga: 2012–2016

## Ehemalige Trainer (Auswahl)
- Necdet Niş (August 1968 – Juni 1969)
- Suat Mamat (August 1977 – September 1978)
- Erkan Kural (September 1978 – Juni 1979)
- Mehmet Kulaksızoğlu (Januar 1996 – Mai 1996)
- Osman Özdemir (Oktober 2002 – Dezember 2002)
- Durmuş Çolak (August 2003 – Mai 2004)
- Erkan Sözeri (August 2004 – November 2005)
- Harun Aydoslu (Dezember 2005 – Januar 2009)
- Fikret Bademci (Januar 2009 – Mai 2009)
- Ali Talat Koçak (Oktober 2009 – Mai 2010)
- Harun Aydoslu (August 2010 – März 2013)
- Şansal Elbaş (März 2013 – Mai 2013)
- Hüseyin Cengiz (September 2013 – )